# Georgij Maljenkov
Georgij Maljenkov (рус. Гео́ргий Максимилиа́нович Маленко́в; 8. januar 1902 — 14. januar 1988) bio je sovjetski političar, de fakto generalni sekretar Komunističke partije (6. mart — 7. septembar 1953) i premijer Sovjetskog Saveza (1953—1955).

## Biografija

### Mladost
Georgij Maljenkov je rođen u gradu Orenburgu, u Ruskoj Imperiji. Njegov otac je bio carski oficir, poreklom iz današnje Makedonije od koga nasljeđuje za Rusiju neobično prezime. Izbijanje Oktobarske revolucije je imalo veliki uticaj na ovog mladića koji se već u 17 godini pridružuje Crvenoj armiji tokom borbi s belogardijcima. Početni entuzijazam je nagrađen prvi put u aprilu 1920. godine kada postaje član komunističke partije. U skladu s prikazanom vernošću novoj državi tokom vojnog služenja je bio postavljen, bez obzira na to što je imao manje od 20 godina, na poziciju političkog komesara. Tokom početka karijere on srećnom okolnošću upoznaje Nikolaja Ježova, budućeg šefa NKVD-a koji mu postaje politički sponzor u narednih 15 godina. Prvi deo života Georgija Maljenkova završava se napuštanjem vojske. Na Moskovski tehnički fakultet godine kreće 1921. i uspešno ga završava 1925. godine.

### Tajna policija
Po završetku fakulteta on počinje raditi u NKVD-u pod zaštitom Ježova. Kada započinju Staljinove čistke u drugoj polovini tridesetih godina Malenkov se aktivno uključuje u traženju i likvidiranju protivdržavnih elemenata. Njegov nepresušni entuzijazam još iz tinejdžerskih dana nije ostao neprimećen, te je u vreme čistki učestvovao na sastancima sa organizatorima. Veoma često na tim okupljanjima on se pred Staljinom čak takmiči protiv Berije u pokušajima da nađe veći broj državnih neprijatelja. Kada njegov zaštitnik Nikolaj Ježov pada u zadnjim čistkama on nije niti trepnuo nego se pokušava izboriti da ga nasledi na mestu šefa tajne policije, ali tadašnji državni vođa na iznenađenje svih odlučuje prihvatiti politički testament palog šefa tajne službe koji zahteva da ga Berija nasledi. Ova kadrovska odluka je zajedno s ratom blokirala dalja napredovanja u službi sve do 1946. godine kada napokon postaje član Politbiroa. To napredovanju mu se u trenu učinilo da je bilo Pirova pobeda pošto ga savez Andreja Ždanova, Staljinovog očekivanog naslednika i Berije proteruje u Kazahstan daleko od baze političke moći. Tek kada je Ždanov umro 1948. godine Maljenkov se vraća u evropski deo Sovjetskog Saveza ili tačnije u Lenjingrad gde je vršio čistke krajem četrdesetih i početkom pedesetih godina dvadesetog veka. Nagrada za ovaj dobro obavljeni posao postaje položaj sekretara Centralnog komiteta Komunističke partije 1952. godine.

### Bitka za vlast
Iznenadna smrt Staljina 5. marta 1953. godine je kratkotrajno bacila u rasulo centralnu vlast u Sovjetskom Savezu. Nakon smrti vođe, od 10 sekretara Centralnog komiteta čak četvorica su bila dobila otkaze (među njima i Leonid Brežnjev). Tokom tih spletki Maljenkov je uspeo dobiti podršku svog nekadašnjeg konkurenta za čelo NKVD-a Berije uz čiju pomoć postaje premijer Sovjetskog Saveza. Samo deset dana kasnije na novome glasanju Nikita Hruščov se izborio da se Maljenkov izbaci iz Sekretarijata Centralnog komiteta, ali do prave smene je morala da sačeka septembarski plenum 1953. U iščekivanju toga događaja Hruščov pomoću Suslova počinje napad na Beriju koji će završiti njegovim zatvaranjem i pogubljenjem. Uništivši tako političku podršku Maljenkova Hruščov je uspeo da se izboriti za prvog sekretara Centralnog komiteta septembra 1953. Tim događajem je počelo prvo dvovlašće u istoriji Sovjetskog Saveza između dva konkurentska političara koji žele svu moć za sebe. U njihovoj borbi je bilo najgore to što je to bila borba za vlast i ništa drugo pošto su njih dvojca imali slični pogled o budućem razvoju države koja je trebalo da se odmakne od vojne industrije kako bi proizvodila dobra za dobrobit stanovništva.

### Pad i nakon njega
Ostavši bez političke baze krajem 1953. godine pad Malenkova je bio samo pitanje meseca i nalaženja nužnih razloga koji će biti ponuđeni kao objašnjenje za smenu. Trijumvirat sekretara Centralnog komiteta u sastavu Hruščov, Suslov, Pospelov (poslednji sekretar je bio Šatalin koji podržava premijera i zbog čega je smenjen u martu) donosi odluku o smeni Maljenkova 8. februara 1955, a kao razlog su navedene spore reforme i prijateljstvo premijera s pogubljenim "izdajnikom" Berijom (pogubljen je kao izdajnik). Bez obzira na ovu smenu Maljenkov je ostao član Politbiroa sve do 1957. godine kada zajedno s premijerom Bulganinom i Molotovim učestvuje u pokušaju izglasavanja nepovjerenja Hruščovu. Neuspeh te smene zbog uplitanja Suslova i Žukova rezultuje njegovim izbacivanjem iz Politbiroa, a 1961. godine i iz Komunističke partije. Kako bi mu se dao posao na sigurnoj udaljenosti od budućih potencijalnih spletki, Maljenkov je poslan u Kazahstan na položaj direktora jedne od tamošnjih hidroelektrana. Poslednje godine života ovaj vatreni komunist je proveo pevajući u crkvenom horu Moskovske katedrale. Georgij Maljenkov je umro 14. januara 1988. godine.